# International Hockey Federation
International Hockey Federation, franska: Fédération Internationale de Hockey, med förkortningen FIH, bildades den 7 januari 1924, och är det internationella idrottsförbundet för landhockey. Tidigare höll man till i Bryssel, innan huvudkontoret 2005 flyttades till Lausanne.
1983 uppgick damförbundet Federation of Women's Hockey Associations, bildat 1927, i FIH.

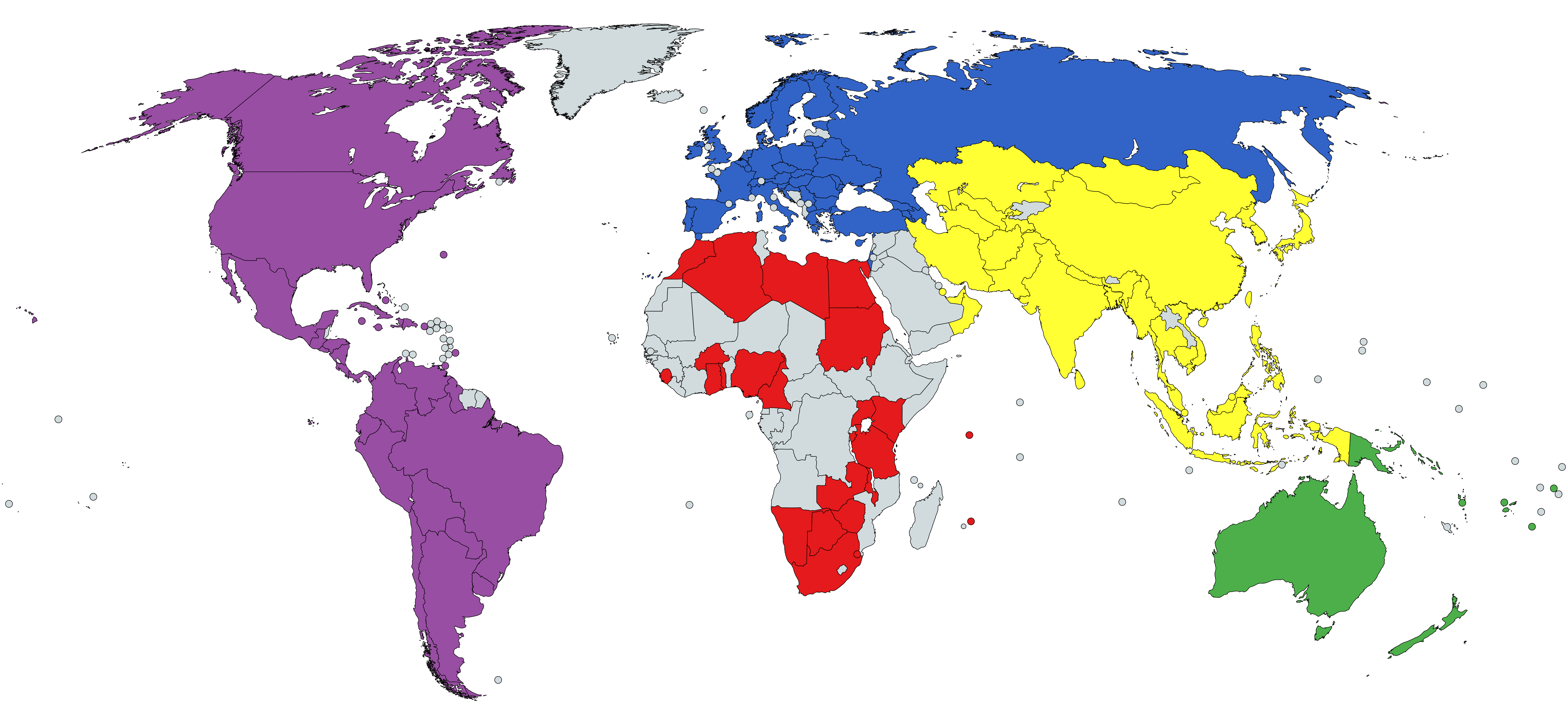
Konfederationskarta.

## Medlemmar
- Afrika (AFHF)
  -  Algeriet
  -  Botswana
  -  Burkina Faso
  -  Burundi
  -  Elfenbenskusten
  -  Egypten
  -  Ghana
  -  Kamerun
  -  Kenya
  -  Libyen
  -  Malawi
  -  Mauritius
  -  Marocko
  -  Namibia
  -  Nigeria
  -  Seychellerna
  -  Sierra Leone
  -  Sydafrika
  -  Sudan
  -  Swaziland
  -  Tanzania
  -  Togo
  -  Uganda
  -  Zambia
  -  Zimbabwe
- Amerika (PAHF)
  -  Argentina
  -  Bahamas
  -  Barbados
  -  Bermuda
  -  Bolivia
  -  Brasilien
  -  Caymanöarna
  -  Chile
  -  Colombia
  -  Costa Rica
  -  Dominikanska republiken
  -  Ecuador
  -  El Salvador
  -  Guatemala
  -  Guyana
  -  Haiti
  -  Honduras
  -  Jamaica
  -  Kanada
  -  Kuba
  -  Mexiko
  -  Nicaragua
  -  Panama
  -  Paraguay
  -  Peru
  -  Puerto Rico
  -  Trinidad och Tobago
  -  Uruguay
  -  USA
  -  Venezuela
- Asien (ASHF)
  -  Afghanistan
  -  Bangladesh
  -  Brunei
  -  Filippinerna
  -  Förenade arabemiraten
  -  Hongkong
  -  Indien
  -  Indonesien
  -  Iran
  -  Japan
  -  Kambodja
  -  Kazakstan
  -  Kina
  -  Kinesiska Taipei
  -  Macao
  -  Malaysia
  -  Mongoliet
  -  Myanmar
  -  Nepal
  -  Nordkorea
  -  Oman
  -  Pakistan
  -  Qatar
  -  Singapore
  -  Sri Lanka
  -  Sydkorea
  -  Tadzjikistan
  -  Thailand
  -  Turkmenistan
  -  Uzbekistan
  -  Vietnam
- Europa (EHF)
  -  Armenien
  -  Azerbajdzjan
  -  Belgien
  -  Bulgarien
  -  Cypern
  -  Danmark
  -  Finland
  -  Frankrike
  -  Georgien
  -  Gibraltar
  -  Grekland
  -  Irland
  -  Israel
  -  Italien
  -  Kroatien
  -  Lettland
  -  Litauen
  -  Luxemburg
  -  Malta
  -  Moldavien
  -  Nederländerna
  -  Norge
  -  Polen
  -  Portugal
  -  Rumänien
  -  Ryssland
  -  Schweiz
  -  Serbien
  -  Slovakien
  -  Slovenien
  -  Spanien
  -  Storbritannien
    -  England
    -  Skottland
    -  Wales

  -  Sverige
  -  Tjeckien
  -  Turkiet
  -  Tyskland
  -  Ukraina
  -  Ungern
  -  Vitryssland
  -  Österrike
- Oceanien (OHF)
  -  Australien
  -  Fiji
  -  Nya Zeeland
  -  Papua Nya Guinea
  -  Samoa
  -  Salomonöarna
  -  Tonga
  -  Vanuatu

### Fotnoter
1. ↑  ”International Hockey Federation” (på engelska). History of Hockey. http://www.fih.ch/hockey-basics/history/. Läst 8 november 2015.